# DXCC
DXCC (DX Century Club) är en serie av diplom som utges av American Radio Relay League till licensierade radioamatörer och så kallade kortvågslyssnare efter kontakt med minst 100 radioländer.
Idag finns 339 aktiva och 62 borttagna länder på den så kallade DXCC-listan.
Grunddiplomet, kallat Mixed, kan fås efter att ha bekräftade kontakter oavsett använt trafiksätt och frekvensband.
Varefter man får fler och fler kontakter bekräftade kan man ansöka om diplom för 100 kontakter där använt trafiksätt är telefoni (Phone), telegrafi (CW) eller digitala trafiksätt (Digital).
DXCC-diplom utges också för bekräftade kontakter på olika frekvensband. Dessa är 160 meter, 80 meter, 40 meter, 30 meter, 20 meter, 17 meter, 15 meter, 12 meter, 10 meter, 6 meter och 2 meter. På det sistnämnda är det svårt eller till och med omöjligt på grund av vågutbredningen på detta frekvensband att få DXCC-diplom om man inte använder månstuds, dvs månen som reflektor.
Ett separat diplom utges för kontakter via amatörradiosatelliter.
För den riktigt intresserade utges bl.a. 5 bands DXCC (5BDXCC) där man ska ha bekräftade kontakter med minst 100 radioländer på 80 meter, 40 meter, 20 meter, 15 meter och 10 meter. På grund av olika vågutbredningsförhållande till olika delar av världen på olika frekvensband är detta diplomet mycket svårt att erhålla. Den som har mindre än 10 radioländer kvar att köra kan ansöka om Honor Roll. Fler diplom finns.
DXCC-diplomet skapades efter ett förslag från Clinton B. Desoto.
I mars 2016 var Nordkorea det mest eftersökta radiolandet.